# The Terrible Kids
The Terrible Kids è un cortometraggio muto del 1906 diretto da Wallace McCutcheon e Edwin S. Porter.
Ennesima variazione sul tema dei "ragazzini dispettosi", che tanta fortuna ebbe nel cinema fin dalle origini. Questa volta a dare loro manforte è un cane altrettanto dispettoso. Curiosamente si conosce il nome del cane (Mannie, the Edison Dog), ma non dei due ragazzini protagonisti del filmato.

## Trama
Due ragazzini terribili e il loro cane terrorizzano gli abitanti del quartiere con i loro scherzi. Dopo un lungo inseguimento sono catturati dalla polizia ma ancora una volta il cane interviene a liberarli.

## Produzione
Il film fu prodotto dall'Edison Manufacturing Company.

## Distribuzione
Distribuito dall'Edison Manufacturing Company, uscì nelle sale cinematografiche USA il 1 maggio 1906..